# Руффак (кантон)
Руффа́к (фр. Rouffach) — кантон у Франції, в департаменті Верхній Рейн регіону Ельзас.

## Склад кантону
Кантон включає в себе 8 муніципалітетів:
| Муніципалітет | Площа | Населення, осіб | Рік  |
| ------------- | ----- | --------------- | ---- |
| Аттстат       | 5,98  | 784             | 1999 |
| Вестальтен    | 10,98 | 816             | 1999 |
| Гебершвір     | 8,91  | 816             | 1999 |
| Гюндольсайм   | 8,20  | 605             | 1999 |
| Озенбак       | 5,60  | 864             | 2006 |
| Пфаффенайм    | 14,57 | 1186            | 1999 |
| Руффак        | 40,05 | 4620            | 2006 |
| Сульцмат      | 19,57 | 2228            | 2006 |

## Консули кантону
| Період    | Консул             | Посада                      |
| --------- | ------------------ | --------------------------- |
| 1988—1994 | Marcel Diebolt     |                             |
| 1994—2014 | Jean-Paul Diringer | Мер муніципалітету Сульцмат |

| Франція | Це незавершена стаття з географії Франції. Ви можете допомогти проєкту, виправивши або дописавши її. |